# Умарова, Ася Рамазановна
Умарова Ася Рамазановна (род. 3 ноября 1985 Городовиковск, СССР) — чеченская художница и прозаик. Основное направление работ — графический импрессионизм. Персональные выставки Аси Умаровой проходили в Санкт-Петербурге, Тбилиси, Грозном, в музейном комплексе Torre dell’Orologio Витторио-Венето и других городах Италии.

## Биография
По национальности чеченка. Родилась 3 ноября 1985 года в Городовиковске в Калмыкии. В восьмилетнем возрасте переехала с родителями в Чеченскую республику, откуда в 1944 году в Казахстан были депортированы её предки.
По образованию журналист. Окончила журфак Чеченского государственного университета по специальности журналистика. Живёт в Грозном.
После окончания вуза работала в сфере журналистики. Проходила обучение в Кавказском институте СМИ в Ереване.

## Деятельность
Большую часть своей жизни Ася Умарова посвящает живописи. Её выставки носят антивоенный характер и рассказывают о чеченских войнах. Графика Аси Умаровой выставлялась в России, Польше, Италии, США, Бельгии, Германии, Грузии и в других странах.

«Рисовать углем я в первый раз попробовала во время войны. Когда закончились краски, гуашь, акварель, карандаши, пересохли фломастеры. И когда я выкидывала просроченные таблетки с нашей домашней аптечки, то обнаружила много таблеток активированного угля. Ими и был сделан рисунок». Ася Умарова.

Картинами Аси проиллюстрированы следующие книги «А в сердце щемящая боль…» (Санкт-Петербург), «Сила добра» (Москва), «Чечня. Право на культуру» (Москва), «Стихи о Чечне и не только» (Москва), а также журналы «Лами» и «Радуга».
С 2002 по 2003 годы Ася Умарова гастролировала с молодёжным театром «Жималла» (Юность). Была солисткой хора дома детского творчества, солисткой-вокалисткой государственного ансамбля песни и танца «НОХЧО» (Чеченец) и ансамбля «Заманхо» (Современник).
В 2007 году Умарова выиграла международный конкурс ООН, по итогам которого прошла трёхмесячную стажировку по правам национальных меньшинств в Швейцарии.
В 2008 году в Страсбурге заняла второе место в конкурсе на знания применения механизмов конвенций прав человека, объявленного Советом Европы во Франции.
В 2012, 2014, 2015 годах Ася Умарова принимала участие в Форуме молодых писателей в Липках, который проводит Фонд социально-экономических и интеллектуальных программ Сергея Филатова.
В 2016 году дебютировала с мультфильмом «Война. Белье из прошлого» и сразу завоевала победу на конкурсе «Вкратце!»
Стипендиат министерства культуры РФ.
Повести и рассказы Аси Умаровой публиковались в журналах «Юность», «Дружба народов», «Нева» и других. Тема её литературных работ — осмысление чеченской войны.

## Награды и премии
- 2020 — Дипломант Премии Бабеля (Украина).[16]

## Повести и рассказы
- 2011 — Остывшие гильзы[17]
- 2012 — Спокойной ночи, Марисабель[18]
- 2012 — Дедушка Хаса[19]
- 2013 — Сезон памяти[20]
- 2014 — Серижа[21]
- 2015 — Тире[22]
- 2016 — Невидимый ПВР[23]
- 2017 — Баянат, или Правда [24]
- 2017 — Приходи свободной.
- 2018 — Эпсиней.
- 2019 —  Клавиши Падам.
- 2019 — Унесённая ветром.
- 2020 — Бегом с пакетом на голове